# Szveti Vlasz
Szveti Vlasz üdülőhely Bulgáriában, a Fekete-tenger partján. A város 10 km-re fekszik Neszebártól és 40 km-re Burgasztól, ott, ahol a Sztara Planina déli hegyoldalai elérik a Fekete-tengert. 
Az öböl északi részén található, melynek közelében található a Napospart, valamint az Elenite villafalu. Az öbölben Neszebár és Szveti Vlasz között a strand teljes hossza 15 km. A leghosszabb a központi strand Naposparton. Tőle kicsit délebbre található a kis „Camping” strand, a harmadik pedig Szveti Vlaszban a Marina közelében található. A parton turistákat vonzó luxusszállodák, apartmankomplexumok  érik egymást. 
A legnagyobb vitorláskikötő a bolgár Fekete-tenger partján, a „Marina Dinevi” 2007-ben nyílt meg, kapacitása 300 jacht. A „Sveti Vlas” nemzetközi vitorlás regatta minden évben megrendezésre kerül az üdülőhely területén.

## Története
A település a trákok idején keletkezett több mint 21 évszázaddal ezelőtt. A görög gyarmatosítók a 2. században telepedtek le, és Larisának nevezték el a települést, ami görögül azt jelenti: „jóindulatú, gondtalan”.
Mai nevét a 14. században kapta. Az ortodoxiában Szent Vlasiusz a kereskedők, tenyésztők és gyógyítók védőszentje.
Bulgária nagy uralkodói a területet a katonai műveletek stratégiai központjává választották. Krum kán a Bizánc elleni támadást készítette elő a bolgár állam megszilárdítása érdekében. Nagy Simeon cár Szveti Vlasz magaslatairól nézte végig Bulgária látványos győzelmét a bizánci csapatok felett az Aheloy folyó melletti csatában. A Küçüki kolostort az oszmán uralom idején nevezték el, a települést körülvevő szellemi templomok miatt. 
A Szveti Vlasz feletti hegyeket a Fekete-tenger nyugati partján „Szent Hegynek” nevezik, a sok kolostor miatt is, amelyek az évek során számos szerzetesnek, köztük Turnovszki Theodosiusnak adtak lelki menedéket. Az első szabad bolgárok az orosz-török felszabadító háború befejezése után Szveti Vlasz lakosai voltak, mert ott haladtak át az első orosz különítmények. Ma Neszebár egyik legrégebbi településeként tartják számon.